# Filmfare Awards (1967)
14-я церемония награждения Filmfare Awards прошла в 1967 году, в городе Бомбей. На ней были отмечены лучшие киноработы на хинди, вышедшие в прокат до конца 1966 года. Фильм «Святой» выиграл 4 главные награды (лучший фильм, лучший режиссёр, лучший актёр и лучшая актриса).
На этой церемонии впервые состоялось вручение премий в номинации «Лучшее исполнение комической роли» и Лучший документальный фильм, которая была присуждена киноленте Handicrafts of Rajasthan режиссёра Клемента Баптисты.

## Список лауреатов и номинантов

### Основные премии
| Категории                         | Фото лауреатов        | Лауреаты и номинанты                                     | Фильмы                                                  | Роли                                                    |
| --------------------------------- | --------------------- | -------------------------------------------------------- | ------------------------------------------------------- | ------------------------------------------------------- |
| Лучший фильм                      | Лучший фильм          | • «Анупама» (реж. Ришикеш Мукерджи, прод. Л. Б. Лахман)  | • «Анупама» (реж. Ришикеш Мукерджи, прод. Л. Б. Лахман) | • «Анупама» (реж. Ришикеш Мукерджи, прод. Л. Б. Лахман) |
| Лучший фильм                      | Лучший фильм          | • «Святой» / «Гид» (реж. Виджай Ананд, прод. Дев Ананд)  |                                                         |                                                         |
| Лучший фильм                      | Лучший фильм          | • «Материнская любовь» (реж. Асит Сен, прод. Чару Читра) |                                                         |                                                         |
| Лучшая режиссёрская работа        |                       | • Асит Сен                                               | «Материнская любовь»                                    | «Материнская любовь»                                    |
| Лучшая режиссёрская работа        | • Ришикеш Мукерджи    | «Анупама»                                                | «Анупама»                                               |                                                         |
| Лучшая режиссёрская работа        | • Виджай Ананд        | «Святой»                                                 | «Святой»                                                |                                                         |
| Лучшая мужская роль               |                       | • Дев Ананд                                              | «Святой»                                                | Раджу                                                   |
| Лучшая мужская роль               | • Дхармендра          | «Цветок и камень»                                        | Шакти «Шака» Сингх                                      |                                                         |
| Лучшая мужская роль               | • Дилип Кумар         | «Dil Diya Dard Liya»                                     | Шанкар / Раджасахаб                                     |                                                         |
| Лучшая женская роль               |                       | • Мина Кумари                                            | «Цветок и камень»                                       | Шанти Деви                                              |
| Лучшая женская роль               | • Сучитра Сен         | «Материнская любовь»                                     | Девьяни / Паннабаи, Супарна                             |                                                         |
| Лучшая женская роль               | • Вахида Рехман       | «Святой» / «Гид»>                                        | Роузи / Мисс Налини                                     |                                                         |
| Лучшая мужская роль второго плана |                       | • Ашок Кумар                                             | «Afsana»                                                | Гопал Дас                                               |
| Лучшая мужская роль второго плана | • Пран                | «Dil Diya Dard Liya»                                     | Тхакур Рамеш                                            |                                                         |
| Лучшая мужская роль второго плана | • Рехман              | «Сердце снова вспоминает»                                | Амджад                                                  |                                                         |
| Лучшая женская роль второго плана |                       | • Шашикала                                               | «Анупама»                                               | Анита Бакши                                             |
| Лучшая женская роль второго плана | • Шашикала            | «Цветок и камень»                                        | Рита                                                    |                                                         |
| Лучшая женская роль второго плана | • Сими Гаревал        | «Do Badan»                                               | доктор Анжали                                           |                                                         |
| Лучшее исполнение комической роли |                       | • Мехмуд                                                 | «Любовь в Токио»                                        | Махеш                                                   |
| Лучшее исполнение комической роли | • Мехмуд              | «Да здравствует любовь»                                  | Атма                                                    |                                                         |
| Лучшее исполнение комической роли | • Ом Пракаш           | «Да здравствует любовь»                                  | Рамлал                                                  |                                                         |
| Лучший сюжет                      |                       | • Ришикеш Мукерджи                                       | «Анупама»                                               | «Анупама»                                               |
| Лучший сюжет                      | • Нихар Ранджан Гупта | «Материнская любовь»                                     | «Материнская любовь»                                    |                                                         |
| Лучший сюжет                      | • Р. К. Нараян        | «Святой»                                                 | «Святой»                                                |                                                         |

### Музыкальные премии
| Категории               | Фото лауреатов     | Лауреаты и номинанты | Фильмы              | Песни           |
| ----------------------- | ------------------ | -------------------- | ------------------- | --------------- |
| Лучшая музыка к песне   |                    | • Рави               | «Do Badan»          | «Do Badan»      |
| Лучшая музыка к песне   | • С. Д. Бурман     | «Святой»             | «Святой»            |                 |
| Лучшая музыка к песне   | • Шанкар-Джайкишан | «Сурадж»             | «Сурадж»            |                 |
| Лучшие слова к песне    |                    | • Хасрат Джайпури    | «Сурадж»            | «Baharon Phool» |
| Лучшие слова к песне    | • Шайлендра        | «Третья клятва»      | «Sajan Re Jhoot»    |                 |
| Лучшие слова к песне    | • Шакил Бадаюни    | «Do Badan»           | «Naseeb Mein Jiske» |                 |
| Лучший закадровый вокал |                    | • Лата Мангешкар     | «Do Badan»          | «Loo Aa Gayi»   |
| Лучший закадровый вокал | • Лата Мангешкар   | «Святой»             | «Kaanto Se Kheech»  |                 |
| Лучший закадровый вокал | • Мохаммед Рафи    | «Сурадж»             | «Baharon Phool»     |                 |

## Технические награды
| Категории                            | Лауреаты и номинанты                  | Фильмы                   |
| ------------------------------------ | ------------------------------------- | ------------------------ |
| Лучший диалог                        | • Виджай Ананд                        | «Святой»                 |
| Лучший монтаж                        | • Васант Боркар                       | «Цветок и камень»        |
| Лучшая операторская работа           | • Джайвант Патхаре (чёрно-белое кино) | «Анупама»                |
| Лучшая операторская работа           | • Фали Мистри (цветное кино)          | «Святой»                 |
| Лучшая работа художника-постановщика | • Сант Сингх (чёрно-белое кино)       | «Yeh Raat Phir Na Aayegi |
| Лучшая работа художника-постановщика | • Шанти Дас (цветное кино)            | «Цветок и камень»        |
| Лучший звук                          | • Манохар Амберкар                    | «Mera Saaya»             |

## Наибольшее количество номинаций и побед
- «Святой» – 9 (7)
- «Цветок и камень» – 5 (2)
- «Анупама» – 5 (1)
- «Сурадж» – 3 (3)